# Vallparadís estació (Jaciment)
Vallparadís estació és un jaciment del plistocé que es troba a Terrassa (Vallès Oriental), inclòs a l'Inventari del Patrimoni Arqueològic i Paleontològic de Catalunya.

## Accès
És troba al Parc de Vallparadís, al sur del Pont del Passeig.

## Història
En la intervenció paleontològica preventiva de les obres de construcció d'un centre sòcio-sanitari de la Mútua de Terrassa, en l'excavació de 651 m2 de l'estrat Plistocè de 7 m de potència es van recuperar prop de 3.000 restes òssies fòssils de macro i micromamífers, així com de macrorestes vegetals. Estudis magnetostratigràfics, palinològics i micropaleontològics van datar aquest estrat entre 0,6 i 1,5 Ma, essent els dos nivells fossilífers rics de 0,7 Ma i 1,45 Ma d'edat respectivament.

## Troballes

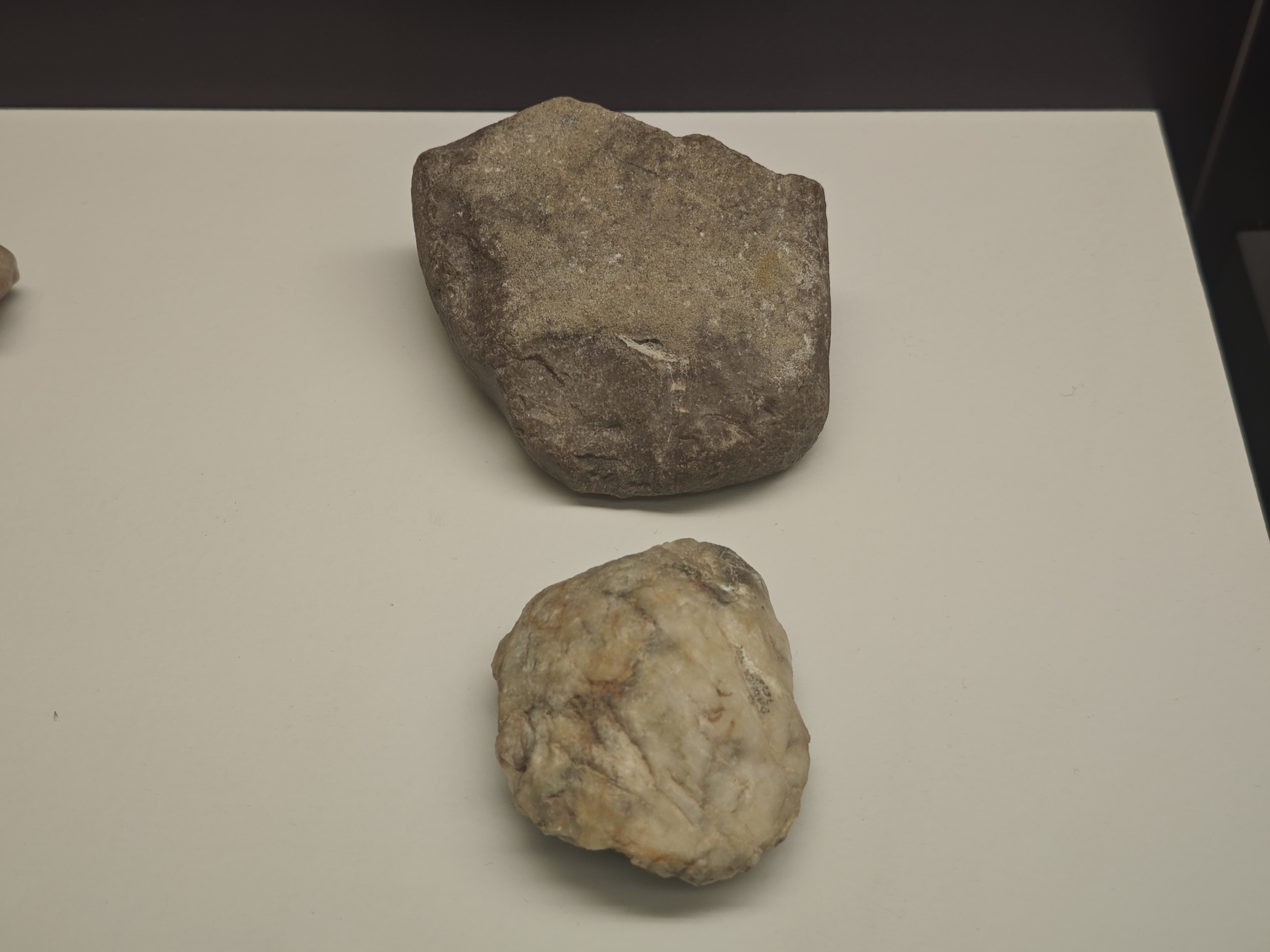
MAC-BCN Peces de sílex i quars lidita. Plistocé inferior. Mode 1. Vallparadís (Terrassa)

En les intervencions preventives de la obra de la prolongació dels FGC entre la Rambla d'Egara i Can Roca s'han recuperat restes de vertebrats plistocens en els calaixos de creuament del Torrent de Vallparadís entre l'estació i el Pont del Cementiri Vell, per tant dins del perímetre del jaciment de Vallparadís Estació, en nivells estratigràficament correlacionables als fossilífers de les excavacions de 2005-2008. S'han recuperat restes de diversos ordres de mamífers: proboscidis, artiodàctils, perisodàctils , lagomorfs i carnívors.
Pel que fa al grup dels proboscidis s'ha recuperat un únic fragment molar del gènere Elephas sp. Els artiodàctils són els grup més ben representat, amb restes de bòvids, cèrvids, hipopòtams (Hippopotamus antiquus DESMAREST , 1822) i rumiants. Els perisodàctils estan representats per rinoceronts del gènere Stephanorhinus (KRETZOI, 1942). Quant als carnívors únicament s'ha trobat copròlits de hiena. Les noves restes es poden atribuir al Plistocè inferior. En aquestes intervencions i en la mateixa zona s'han recuperat restes miocenes de vertebrats: restes de quelonis corresponents a dos individus, un mascle i una femella, que degut a la manca de restes postcranials i cranials s'atribueixen provisionalment al gènere Cheirogaster (BERGOUNIOUX, 1938) (Testudines: Testudinidae) del trànsit Miocè Mitjà/Superior.